# 渡部仁
渡部 仁（わたなべ じん、1990年1月17日 - ）は、大分県大分市出身のハンドボール選手。日本ハンドボールリーグのトヨタ車体所属。

## 経歴
2012年1月に日本ハンドボールリーグのトヨタ車体へ加入。同年3月3日の北陸電力戦で初出場し、5得点を記録した。
2012-13年シーズンはリーグ10位のフィールド得点（66得点）、リーグ3位のシュート率（.688）、リーグ4位の7mスロー得点（18得点）を記録し、最優秀新人賞に選ばれた。
2012年6月9日 JAPAN CUP 2012 TOYOTA GAMESの対中国戦で日本代表デビューし5得点をあげる。
2014年には第17回アジア競技大会の日本代表に選出された。
2015-16年シーズンは初のベストセブンに選出。
2016-17年シーズンはリーグ1位のシュート率.660を記録し、2年連続でベストセブンに選出。2017年9月19日にスウェーデンのスポーツブランド、SALMING（サルミング）とスポンサー契約を締結したことが発表された。

## 詳細情報

### 年度別成績
| 年       | チーム     | 試合 | フィールド 得点 | 率   | 7m    | 合計    | 警告 | 退場 | 失格 |
| -------- | ---------- | ---- | --------------- | ---- | ----- | ------- | ---- | ---- | ---- |
| 2011-12  | トヨタ車体 | 1    | 5/6             | .833 | 0/0   | 5/6     | 0    | 0    | 0    |
| 2012-13  | トヨタ車体 | 16   | 66/96           | .688 | 18/24 | 84/120  | 0    | 0    | 0    |
| 2013-14  | トヨタ車体 | 14   | 30/50           | .600 | 14/23 | 44/73   | 1    | 1    | 0    |
| 2014-15  | トヨタ車体 | 16   | 71/93           | .763 | 12/18 | 83/111  | 3    | 0    | 0    |
| 2015-16  | トヨタ車体 | 12   | 40/62           | .645 | 4/6   | 44/68   | 2    | 0    | 1    |
| 2016-17  | トヨタ車体 | 16   | 66/100          | .660 | 3/3   | 69/103  | 2    | 2    | 0    |
| 2017-18  | トヨタ車体 | 24   | 79/110          | .718 | 0/0   | 79/110  | 2    | 2    | 0    |
| 2018-19  | トヨタ車体 | 23   | 67/101          | .663 | 0/0   | 67/101  | 2    | 2    | 0    |
| JHL：8年 | JHL：8年   | 122  | 424/618         | .686 | 51/74 | 475/692 | 12   | 7    | 1    |

- 各年度の太字はリーグ最高

### タイトル・表彰

#### 日本ハンドボールリーグ
- ベストセブン賞：2回 (2015年・2016年)
- 最優秀新人賞 (2012年)
- シュート率賞：1回 (2016年)

### 記録

#### 日本ハンドボールリーグ
- 通算400得点：2018年3月4日、対湧永製薬戦（知立市福祉体育館）[9]

### 背番号
- 20 (2012年 - )